# Підмет
Пі́дмет (лат. subjectum) — це головний член двоскладного речення, граматично незалежний, означає предмет, ознака якого виражається присудком. Підмет і другорядні члени речення, що належать до підмета, утворюють групу підмета.
Цей термін уперше вжив Михайло Осадца у «Граматиці руского язика» (1862).

## Види підметів (за будовою)
- прості, які виражаються одним словом: Містина вся дика, таємнича, але не понура, — повна ніжної, задумливої поліської краси.
- складені, які виражаються кількома словами або словосполученням: "…з лісу вибіг «Той, що греблі рве» — молодий, дуже білявий, синьоокий, з буйними і разом плавкими рухами; одежа на йому міниться барвами, від каламутно-жовтої до ясно-блакитної, і поблискує гострими злотистими іскрами («Лісова пісня» Лесі Українки).

## Ознаки підмета
- виступає головним членом двоскладного речення;
- позначає предмет, який є носієм предикативної ознаки;
- виражається називним і кличним відмінками субстантива;
- є незалежним членом речення;
- займає типову позицію перед присудком;[1]
- перебуває у предикативному (двобічному) зв'язку з присудком;
- поєднується з присудком способом предикативного зв'язку — координацією;
- виражається словосполученням або будь-якою частиною мови.

Предметне значення підмета розуміється дуже широко: воно може означати особу, живий чи неживий предмет, явище, абстрактне поняття, що виступає носієм ознаки (дію, стан, якість) позначуваної присудком.

## Способи вираження підмета
Простий і складений підмет виражаються по-різному. Так, простий підмет може бути:
1) формою називного відмінка іменника: Ліс стояв розхристаний, спустошений, дикий.
2) формою називного відмінка займенника: Він уже мчав по інших широтах, круто повернувши на південь, і прогримівши над широченним Амуром.
3) субстантинованим прикметником: Не доїжджаючи двічі три версти до Києва, подорожні звернули в гай, на доріжку, що вела до Череваневого хутора, Хмарища.
4) дієприкметником: Душа моя у кригу не закута, мов березнева гілка в заметіль.
5) числівником: Зустрілись двоє, пізно, по зимі, та вже й на скронях паморозь зимова.
6) інфінітивом: Потрапити в той дім було для нас усмішкою дитячої фортуни.
7) будь-якою невідмінюваною частиною мови, вжитою у значенні іменника: «Ура» теж було зброєю.
8) будь-якою відмінюваною частиною мови, вжитою у значенні іменника: Несите «мусиш» повело Сашка служити крука клятим.

У свою чергу, складений підмет може виражатись:
1) складними географічними та астрономічними назвами: В синім небі Чумацький Шлях показує дорогу.
2) сполученням іменника у формі називного відмінка з іменником в орудному відмінку з прийменником з: Дівчина з дітьми вийшли на вечірню прогулянку.
3) сполученням числівника та іменника в називному або родовому відмінку: Дві зірки влетіли мені у вікно. Чимало літ перевернулось, води чимало утекло.
4) поєднанням іменника, який має значення сукупності з іменником у родовому відмінку: Велика зграя журавлів кружляла невисоко і плавно над землею.
5) сполученням іменника, числівника, займенника у формі називного відмінка й іменника (або займенника) в родовому відмінку з прийменником з (із): Кожен з нас почував себе так, ніби до нього повернувся рідний батько. Але дехто з учнів викликав у нього глибоке занепокоєння.
6) складною власною назвою: «Чорна рада» — перший історичний роман.
7) фразеологізмом: Воду решетом носити — означає даремно витрачати сили.
8) інтонаційно: Минуло «Бути чи не бути?» , над синню, буйного Славути про це вирує Дніпро.